# Championnat d'Ouganda de football 1980
Navigation
Édition précédente Édition suivante
La saison 1980 du Championnat d'Ouganda de football est la onzième édition du championnat de première division ougandais. Seize clubs ougandais prennent part au championnat organisé par la fédération. Les équipes rencontrent deux fois leurs adversaires, à domicile et à l'extérieur. En fin de saison, les trois derniers du classement à l'issue de la saison sont relégués et remplacés par les quatre meilleurs clubs de D2.
C'est le Nile Breweries FC qui remporte la compétition cette saison après avoir terminé en tête du classement final, avec un seul point d'avance sur Nytil FC. C'est le tout premier titre de champion d'Ouganda de l'histoire du club.

## Participants
- Maroons FC
- Nile Breweries FC
- Nakivubo Boys SC
- Kampala City Council
- Bell FC - Promu de D2
- Coffee SC
- Mbarara United - Promu de D2
- Nsambya Old Timers FC
- NIC FC
- Nytil FC
- Uganda Commercial Bank FC
- Masaka FC - Promu de D2
- COOPS United
- Tobacco Bugembe
- Express FC - Promu de D2
- Mbale Heroes - Promu de D2

## Compétition

### Classement
Le classement est établi sur le barème de points classique : victoire à 2 points, match nul à 1, défaite à 0.
| Rang | Équipe                     | Pts | J  | G  | N  | P  | Bp | Bc | Diff |
| ---- | -------------------------- | --- | -- | -- | -- | -- | -- | -- | ---- |
| 1    | Nile Breweries FC          | 43  | 30 | 17 | 9  | 4  | 50 | 22 | +28  |
| 2    | Nytil FC                   | 42  | 30 | 17 | 8  | 5  | 48 | 29 | +19  |
| 3    | Kampala City CouncilC      | 40  | 30 | 16 | 8  | 6  | 51 | 26 | +25  |
| 4    | Uganda Commercial Bank FCT | 38  | 30 | 15 | 8  | 7  | 49 | 28 | +21  |
| 5    | Express FCP                | 34  | 30 | 14 | 6  | 10 | 46 | 41 | +5   |
| 6    | Coffee SC                  | 33  | 30 | 11 | 11 | 8  | 50 | 37 | +13  |
| 7    | Tobacco Bugembe            | 32  | 30 | 11 | 10 | 9  | 40 | 38 | +2   |
| 8    | Nakivubo Boys SC           | 31  | 30 | 11 | 9  | 10 | 40 | 36 | +4   |
| 9    | Mbale HeroesP              | 28  | 30 | 11 | 6  | 13 | 34 | 33 | +1   |
| 10   | Maroons FC                 | 28  | 30 | 9  | 10 | 11 | 29 | 37 | -8   |
| 11   | Masaka FCP                 | 28  | 30 | 10 | 8  | 12 | 37 | 51 | -14  |
| 12   | NIC FC                     | 26  | 30 | 9  | 8  | 13 | 26 | 42 | -16  |
| 13   | Nsambya Old Timers FC      | 22  | 30 | 7  | 8  | 15 | 27 | 37 | -10  |
| 14   | COOPS FC                   | 19  | 30 | 6  | 7  | 17 | 27 | 45 | -18  |
| 15   | Mbarara UnitedP            | 19  | 30 | 8  | 3  | 19 | 26 | 53 | -27  |
| 16   | Bell FCP                   | 17  | 30 | 6  | 5  | 19 | 28 | 54 | -26  |

|  | Qualification pour la Coupe des clubs champions africains 1981 et la Coupe CECAFA des clubs 1981 |
|  | Qualification pour la Coupe des Coupes 1981                                                      |
|  | Relégation directe en deuxième division                                                          |
|  | T : Tenant du titre C : Vainqueur de la Coupe d'Ouganda P : Promu de D2                          |

## Bilan de la saison
| Championnat d'Ouganda de football 1980                             |                               |
| Champion                                                           | Nile Breweries FC (1er titre) |
| Coupes et trophées                                                 |                               |
| Vainqueur de la Coupe d'Ouganda 1980                               | Kampala City Council          |
| Qualifications continentales                                       |                               |
| Coupe des clubs champions africains 1981                           | Nile Breweries FC             |
| Coupe d'Afrique des vainqueurs de coupe de football 1981           | Kampala City Council          |
| Coupe CECAFA des clubs 1981                                        | Nile Breweries FC             |
| Promotions et relégations                                          |                               |
| Promus en Championnat d'Ouganda de football                        | Lufula FC                     |
| Promus en Championnat d'Ouganda de football                        | Lint Marketing Board          |
| Promus en Championnat d'Ouganda de football                        | Wandegeya FC                  |
| Promus en Championnat d'Ouganda de football                        | AT Millers                    |
| Relégués en Championnat d'Ouganda de football de deuxième division | COOPS FC                      |
| Relégués en Championnat d'Ouganda de football de deuxième division | Mbarara United                |
| Relégués en Championnat d'Ouganda de football de deuxième division | Bell FC                       |